# Механик, Александр Григорьевич
Алекса́ндр Григо́рьевич Меха́ник (р. 2 июля 1947, Алма-Ата) — российский политолог, публицист.
Выпускник французской гимназии №45 города Ростова-на-Дону (1965). Окончил Московский институт электронного машиностроения (1970), кандидат технических наук. В 1970—1990 работал на предприятии ВПК, заведовал лабораторией, руководил крупными проектами.
В 1969—1990 был членом КПСС, в 1989 — один из инициаторов и руководителей Московского партийного клуба. В 1990 был одним из создателей Демократической платформы в КПСС, вышел из партии вместе с другими лидерами Демплатформы и стал одним из создателей на её основе Республиканской партии Российской Федерации, с 1992 являлся её ответственным секретарём, в 1997—1998 — заместителем председателя партии. В 1993 баллотировался на выборах в Государственную думу России в составе избирательного объединения «Явлинский—Болдырев—Лукин», в 1995 — в составе блока «Памфилова — Гуров — В. Лысенко» (№ 4 в списке). В 1998 вышел из Республиканской партии, вступил в состав объединения «Яблоко», был ответственным секретарём промышленной комиссии «Яблока».
С 1990-х годов выступает в качестве политического эксперта. Был директором, а затем вице-президентом Института современной политики. Являлся ответственным секретарём президиума организация «Деловая Россия».
С 2002 — обозреватель журнала «Эксперт». Заместитель директора Института общественного проектирования. Автор книги «Демократия без демократов, коммунизм без коммунистов и наоборот», многих публикаций в СМИ (в журнале «Эксперт», «Независимой газете», газете «Сегодня» и др.).

## Публикации
- Демократия без демократов, коммунизм без коммунистов и наоборот. М., 1996.
- Памятка для власти и олигархов // Независимая газета, 9 сентября 1998.
- Президент эпохи постмодернизма // Независимая газета, 19 января 2001.